# Cooperazione rafforzata
La cooperazione rafforzata è una procedura decisionale istituzionalizzata con il Trattato di Amsterdam e poi modificata dal Trattato di Nizza, finalizzata a realizzare una più forte cooperazione su specifici temi e aree (giustizia, difesa, gestione economica ecc.) che non siano già di esclusiva competenza comunitaria, anche laddove, per ragioni politiche, non ci sia l'adesione della totalità degli Stati membri dell'Unione europea (perché possa attuarsi è richiesta una partecipazione di almeno nove paesi membri).
La disciplina generale è ora contenuta negli articoli 20 del TUE e negli articoli 326-334 del TFUE, nella versione consolidata con il Trattato di Lisbona.

## Descrizione

### Finalità e aree di competenza
Le cooperazioni rafforzate sono uno strumento di estrema importanza per dare un maggiore impulso al processo di integrazione dell'Unione europea, senza coinvolgere la totalità degli Stati membri che possono avere reticenze nell'incrementare l'integrazione in alcune aree (si pensi al problema di una politica estera e di sicurezza comune, verso la quale ci sono Stati membri decisamente contrari). Esse possono coinvolgere soltanto le aree tematiche che non siano già di competenza esclusiva dell'Unione europea. I temi di competenza esclusiva dell'Unione sono, per maggior chiarezza, i seguenti: 
1. unione doganale;
2. regole di concorrenza per il funzionamento del mercato interno;
3. politica monetaria nei paesi dell'euro;
4. conservazione delle risorse biologiche del mare;
5. politica commerciale comune;
6. Competenza esterna dell'Unione (competenza a concludere accordi internazionali).

Tutti gli altri temi possono essere oggetto di cooperazioni rafforzate. Ai sensi dell'articolo I-44 paragrafo 1 comma secondo: «Le cooperazioni rafforzate sono intese a promuovere la realizzazione degli obiettivi dell'Unione, a proteggere i suoi interessi e a rafforzare il suo processo di integrazione. Sono aperte in qualsiasi momento a tutti gli Stati membri».

### Meccanismo di funzionamento
Una cooperazione rafforzata si può attuare solo se vi partecipano almeno nove degli Stati membri dell'Unione (art 20 TUE par 2). La decisione di creare una cooperazione rafforzata è trasmessa alla Commissione europea, che ne informa il Consiglio dell'Unione europea, il quale l'autorizza esprimendosi a maggioranza qualificata (art. 11 Trattato CE). Le deliberazioni degli Stati con cooperazione rafforzata sono aperte a tutti i paesi membri dell'Unione, ma solo quelli che sono in cooperazione rafforzata hanno diritto di voto e le decisioni prese si attuano solo alla loro legislazione. Le cooperazioni rafforzate sono sempre aperte a qualsiasi Stato membro dell'Unione. Gli Stati in cooperazione rafforzata informano periodicamente il Parlamento europeo e la Commissione dei progressi compiuti.
La cooperazione rafforzata nella materia della politica estera e di sicurezza comune (PESC) rappresenta una novità introdotta dal Trattato di Nizza. È importante sottolineare che in questa materia possono riguardare soltanto l'attuazione di un'azione comune o di una posizione comune, mentre sono esplicitamente escluse tutte le questioni aventi implicazioni militari o nel settore della difesa (art. 27B TUE). 
Il Consiglio delibera all'unanimità. 
La cooperazione rafforzata nel terzo pilastro, cioè nell'ambito della cooperazione giudiziaria e di polizia in materia penale, è ora disciplinata dagli art. da 40 a 40 B del TUE. Per quanto riguarda l'autorizzazione, la nuova procedura prevede la richiesta alla Commissione Europea e la successiva proposta di quest'ultima al Consiglio (con possibilità per la Commissione di non presentare alcuna proposta, motivando tale decisione). A differenza del pilastro comunitario, gli Stati che intendono procedere alla cooperazione rafforzata possono comunque agire di propria iniziativa richiedendo direttamente l'autorizzazione al Consiglio.
Esiste poi la possibilità che alcuni Stati firmino trattati esterni all'UE con l'obiettivo di far entrare in un secondo momento i contenuti dell'accordo nell'acquis comunitario. È stato questo, ad esempio, il caso del Trattato di Schengen, ed anche del Trattato di Prüm, firmato nel 2005 da Austria, Belgio, Francia, Germania, Lussemburgo, Spagna e Paesi Bassi.

## Cooperazioni in essere e proposte

### In essere
- Divorzio tra coniugi di nazionalità diversa. Nata nel 2008 ed entrata in vigore nel 2012. Partecipano 14 stati membri: Austria, Belgio, Bulgaria, Francia, Germania, Italia, Lettonia, Lussemburgo, Malta, Portogallo, Romania, Slovenia, Spagna e Ungheria.[2]
- Regime patrimoniale dei coniugi di diversa nazionalità. Nata nel 2016 ed entrata in vigore nel 2019. Partecipano 15 stati membri: Austria, Belgio, Bulgaria, Francia, Germania, Italia, Lettonia, Lussemburgo, Malta, Paesi Bassi, Portogallo, Romania, Slovenia, Spagna e Ungheria.
- Brevetto europeo. Nata nel 2010 ed entrata in vigore nel 2013. Partecipano 25 stati membri: tutti ad eccezione della Spagna e della Croazia. L'adesione dell'Italia è stata comunicata il 30 settembre 2015 dalla Commissione Europea.[3]
- Procura europea (EPPO).  Nata nel 2013 ed entrata in vigore nel 2017. Perseguirà frodi contro gli interessi finanziari dell'UE ed in futuro potrebbe avere poteri ampliati per perseguire la criminalità transnazionale. Partecipano 22 stati membri: tutti ad eccezione di Danimarca, Irlanda e Ungheria.
- Cooperazione strutturata permanente (PeSCo). Nata nel 2003, inserita nel Trattato di Lisbona ed attivata nel 2017.[4] iniziativa di cooperazione rafforzata in ambito militare (maturata nello scenario politico successivo al referendum britannico sulla Brexit e agli annunci di disimpegno militare multilaterale della presidenza di Donald Trump). Hanno aderito 26 stati membri: solo Malta ha scelto di non prendervi parte. La Danimarca è stata accolta come partecipante il 23 maggio 2023[5].
- Regime europeo sulla tassazione delle transazioni finanziarie